# Premis Nacionals de Cultura 2021
Els Premis Nacionals de Cultura 2021, la 47a edició d'aquests guardons, els va atorgar el Consell Nacional de la Cultura i de les Arts d'acord amb el que estableixen la Llei 6/2008, de 13 de maig, del CoNCA i el Decret 148/2013, de 2 d'abril, dels Premis Nacionals de Cultura de la Generalitat de Catalunya. El lliurament dels premis es va fer el 27 de maig de 2021 al recinte modernista de Sant Pau de Barcelona. En aquest acte, atípic i sense públic per segon any consecutiu a causa de la pandèmia de COVID-19, els guardons es lliuraren tot reconeixent la trajectòria i el talent d'una entitat i quatre creadors del país en l'àmbit de la cultura.

## Guardonats[3]
- Carme Dalmau
- Maria Contreras Coll
- Mónica Rikic
- Narcís Comadira
- Dansàneu